# Greybull (Wyoming)
Greybull es un pueblo ubicado en el condado de Big Horn en el estado estadounidense de Wyoming. En el año 2010 tenía una población de 1847 habitantes y una densidad poblacional de 401.52 personas por km². Se encuentra ubicada a la orilla del río Bighorn que es un afluente del río Yellowstone, a su vez afluente del Misuri.

## Geografía

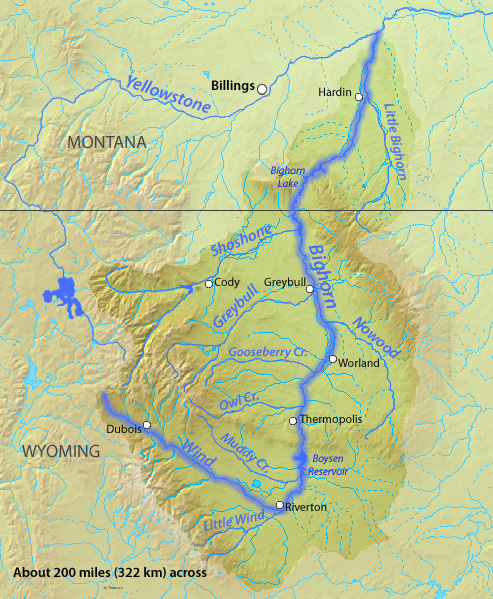
Ubicación de Greybull en un mapa de la cuenca del río Bighorn

Greybull se encuentra ubicado en las coordenadas 44°29′20.95″N 108°3′33.41″O / 44.4891528, -108.0592806. Según la Oficina del Censo, la localidad tiene un área total de 4,6 km² (1,8 mi²), de la cual 4,6 km² (1,8 mi²) es tierra y 0 km² (0 mi²) (0.0%) es agua.

### Localidades adyacentes
El siguiente diagrama muestra a las localidades en un radio de 56 kilómetros (34,8 mi) de Greybull.

## Demografía
En el 2000 la renta per cápita promedia del hogar era de $29.674, y el ingreso promedio para una familia era de $36.964. El ingreso per cápita para la localidad era de $15.383. En 2000 los hombres tenían un ingreso per cápita de $29.063 contra $17.500 para las mujeres. Alrededor 14.7 de la población estaba bajo el umbral de pobreza nacional.